# The Rosses

The Rosses is een rood.

The Rosses (officieel  Na Rosa) is een gebied in de Ierse County Donegal. De streek wordt begrensd door fysieke grenzen in de vorm van rivieren, maar ook door zijn geschiedenis en zijn taalgebruik, waardoor het gebied een volledig eigen identiteit heeft. Een groot deel van The Rosses ligt in de Gaeltacht. Dit betekent dat het Iers er de spreektaal is, alhoewel het gebruik ervan wel in verval is.